# Cédric Teguía
Cédric Wilfred Teguía Noubi (Douala, 1º ottobre 2001) è un calciatore spagnolo di origini camerunesi, attaccante del Moreirense.

## Biografia
Nato in Camerun, si è trasferito in Spagna con la famiglia in giovane età.

## Caratterisitiche tecniche
È un'ala sinistra che può giocare anche sulla fascia opposta.

## Carriera

### Club
È cresciuto nel settore giovanile dell'Atlético Madrid, ed ha debuttato con la squadra B il 4 novembre 2018 nell'incontro di Segunda División B pareggiato 1-1 contro il Burgos. Ha segnato il suo primo gol il 15 settembre dell'anno successivo, nel 4-0 inflitto al Las Palmas.
Il 27 agosto 2020 è passato in prestito al Real Oviedo dove ha debuttato in Segunda División; nel mercato invernale seguente ha lasciato il club ed è passato con la stessa formula all'Albacete. Il 24 agosto 2021 è passato in prestito al Celta Vigo B in terza divisione, dove ha trascorso una stagione da titolare segnando 4 gol in 33 partite. Il 19 luglio 2022 è partito nuovamente in prestito, questa volta al Córdoba, ma nel gennaio del 2023 ha cambiato squadra terminando la stagione con l'Intercity.
Il 30 agosto 2023 ha lasciato a titolo definitivo i Colchoneros ed ha firmato un con il Ceuta. Dopo un'ottima stagione che lo ha visto realizzare 8 reti in 37 partite, il 26 giugno 2024 è tornato in seconda divisione firmando con il FC Cartagena.
Il 3 febbraio 2025 ha lasciato la Spagna ed ha firmato con il Moreirense.

### Nazionale
Ha giocato con le nazionali giovanili spagnole Under-17, Under-18, Under-19 ed Under-20.

## Statistiche

### Presenze e reti nei club
Statistiche aggiornate al 6 marzo 2025.
| Stagione                 | Squadra                  | Campionato               | Campionato | Campionato | Coppe nazionali | Coppe nazionali | Coppe nazionali | Coppe continentali | Coppe continentali | Coppe continentali | Altre coppe | Altre coppe | Altre coppe | Totale | Totale | Totale |
| Stagione                 | Squadra                  | Comp                     | Pres       | Reti       | Comp            | Pres            | Reti            | Comp               | Pres               | Reti               | Comp        | Pres        | Reti        | Pres   | Reti   |        |
| ------------------------ | ------------------------ | ------------------------ | ---------- | ---------- | --------------- | --------------- | --------------- | ------------------ | ------------------ | ------------------ | ----------- | ----------- | ----------- | ------ | ------ | ------ |
| 2018-2019                | Atlético Madrid B        | SDB                      | 4          | 0          | -               | -               | -               | -                  | -                  | -                  | -           | -           | -           | 4      | 0      |        |
| 2019-2020                | Atlético Madrid B        | SDB                      | 17         | 1          | -               | -               | -               | -                  | -                  | -                  | -           | -           | -           | 17     | 1      |        |
| Totale Atlético Madrid B | Totale Atlético Madrid B | Totale Atlético Madrid B | 162        | 15         |                 | 5               | 0               |                    | -                  | -                  |             | -           | -           | 167    | 15     |        |
| 2020-gen. 2021           | Real Oviedo              | SD                       | 9          | 0          | CR              | 2               | 0               | -                  | -                  | -                  | -           | -           | -           | 11     | 0      |        |
| gen.-giu. 2021           | Albacete                 | SD                       | 11         | 0          | CR              | 0               | 0               | -                  | -                  | -                  | -           | -           | -           | 11     | 0      |        |
| 2021-2022                | Celta Vigo B             | PDR                      | 33         | 4          | -               | -               | -               | -                  | -                  | -                  | -           | -           | -           | 33     | 4      |        |
| 2022-gen. 2023           | Córdoba                  | PF                       | 12         | 0          | CR              | 1               | 0               | -                  | -                  | -                  | -           | -           | -           | 13     | 0      |        |
| gen.-giu. 2023           | Intercity                | PF                       | 15         | 0          | CR              | 0               | 0               | -                  | -                  | -                  | -           | -           | -           | 15     | 0      |        |
| 2023-2024                | Ceuta                    | PF                       | 37         | 8          | CR              | 0               | 0               | -                  | -                  | -                  | -           | -           | -           | 37     | 8      |        |
| 2024-gen. 2025           | FC Cartagena             | SD                       | 21         | 2          | CR              | 2               | 0               | -                  | -                  | -                  | -           | -           | -           | 23     | 2      |        |
| feb.-giu. 2025           | Moreirense               | PL                       | 4          | 0          | CP+CdL          | 0               | 0               | -                  | -                  | -                  | -           | -           | -           | 4      | 0      |        |
| Totale carriera          | Totale carriera          | Totale carriera          | 162        | 15         |                 | 5               | 0               |                    | -                  | -                  |             | -           | -           | 167    | 15     |        |